# سينيد كافانا
سينيد كافانا هي رياضية قتالية أيرلندية مختلطة تتنافس في قسم وزن الريشة في بيلاتور. حصلت فايت ماتريكس على المرتبة رقم 10 في وزن الريشة للسيدات من أبريل 2021 حتى يوليو 2021 ومارس 2022. وهي حاليًا في المرتبة رقم 8 في العالم. اعتبارًا من 10 أكتوبر 2023، احتلت المركز السادس في تصنيفات وزن الريشة للسيدات في بيلاتور.

## خلفية
كافانا هى الطفلة الأوسط في عائلة مكونة من خمسة أشقاء. لقد كانت الفتاة المسترجلة عندما كبرت. في الثامنة من عمرها، بدأت في تدريب تخصصات الوقوف بما في ذلك الكاراتيه والملاكمة والكيك بوكسينغ. واستمرت في هذه لسنوات عديدة، وكانت لديها الرغبة في متابعة فنون الدفاع عن النفس بشكل أكبر.
بينما كانت كافانا لا تزال في المدرسة الثانوية، أنجبت ابنها ليون، لكن والد ليون توفي. لقد كانت تربيتها صعبة، حيث أصبحت والدتها تشرب الخمر بعد مقتل شقيقها وأختها في حادث سيارة، وأصبحت بلا مأوى في سن مبكرة.
أصبحت كافانا بطلة وطنية في الملاكمة خمس مرات، وتنافست إلى جانب كاتي تايلور في الفريق الأيرلندي الذي ذهب إلى بطولة العالم في عام 2012. ولكن بعد خسارتها عدة معارك، قررت ترك هذه الرياضة.

## مهنة الفنون القتالية المختلطة

### البداية
في عام 2015، وصلت كافانا إلى نهائيات بطولة العالم للاتحاد الدولي للفنون القتالية المختلطة، وخسرت أمام المقاتلة الكندي جيمي هيرينجتون عندما قفز الحكم وأوقف القتال في الجولة الثالثة. بعد ذلك، اتصلت بها هيرينجتون عبر الفيسبوك لتعترف بأنها فشلت في اختبار المخدرات وقدمت لها الاعتذار.
ظهرت كافانا لأول مرة في فنون القتال المختلطة ضد خديجة أوزيورت في الجمعية البريطانية لفنون القتال المختلطة: دوكيسنوي ضد لوغنان في 19 سبتمبر 2015، وهزمت أوزيورت عبر ضربة قاضية بعد 17 ثانية من المباراة.
التالي كانت مقاتلة يو إف سي المستقبلية زارا فيرن في الجمعية البريطانية لفنون القتال المختلطة: أيرلندا ضد إنجلترا في 26 فبراير 2016. فازت بالمباراة المتقاربة من خلال قرار منقسم.
من هناك، حققت كافانا فوزها الثالث على التوالي على المقاتلة البولندية كاتارزينا سادورا باما: سعادة ضد يونغ، والتي فازت بها بالضربة القاضية في الجولة الأولى.
تمت مكافأتها بالتوقيع على بيلاتور قبل عرضها في دبلن في نهاية عام 2016 وهي تشارك في الترقية منذ ذلك الحين.

### بيلاتور
ظهرت كافانا لأول مرة في بيلاتور ضد إلينا كاليونيدو في بيلاتور 169 في 16 ديسمبر 2016؛ فازت بالمباراة بقرار إجماعي. واجهت ايونى رزافياريسون في 24 فبراير 2017 في بيلاتور 173، وخسرت بقرار إجماعي. عادت كافانا لمواجهة بطلة الملاكمة الأسترالية السابقة أرلين بلينكو في 25 أغسطس 2017 في بيلاتور 182. وخسرت المعركة بقرار منقسم. هزمت لاحقًا ماريا كازانوفا عبر ضربة قاضية في بيلاتور 187 في 10 نوفمبر 2017.
واجهت كافانا جاناي هاردينج في بيلاتور 207 في 12 أكتوبر 2018. وخسرت المباراة بعد أن توقفت بسبب قطع. كان من المقرر أن تواجه أولغا روبين في بيلاتور 217، إلا أنها انسحبت من المباراة بسبب الإصابة. واجهت ليزلي سميث في أول ظهور ترويجي لها في بيلاتور 224 في 12 يوليو 2019. لقد خسرت المعركة بقرار الأغلبية. اعيدت حجز المباراة ضد أولغا روبين لبيلاتور 234 في 15 نوفمبر 2019. وفازت بالمباراة عبر ضربة قاضية في الجولة الثانية.
فازت كافانا بمباراة مع كاثرينا لينر في بيلاتور ميلان 3 في 3 أكتوبر 2020 بقرار إجماعي.
قاتلت كافانا من أجل بطولة بيلاتور لوزن الريشة للسيدات ضد كريس سايبورغ في 12 نوفمبر 2021 في بيلاتور 271. بعد التبادل على القدمين، خرجت كافانا بالضربة القاضية في وقت مبكر من الجولة الأولى.
واجهت كافانا ليا ماكورت في 25 فبراير 2022 في بيلاتور 275. على الرغم من إصابتها في ركبتها خلال المباراة، فازت كافانا بالمباراة بقرار إجماعي.
واجهت كافانا جاناي هاردينج في مباراة العودة يوم 25 فبراير 2023 في بيلاتور 291. لقد فازت بالقتال بقرار إجماعي.
واجهت كافانا سارة كولينز في 23 سبتمبر 2023 في بيلاتور 299. لقد خسرت المعركة بقرار منقسم.

## سجل فنون القتال المختلطة
| السجل المهني |       |         |
| 15 نزال      | 9 فوز | 6 خسارة |
| ضربة قاضية   | 4     | 2       |
| قرار القضاة  | 5     | 4       |

| النتيجة | السجل | الخصم                              | الطريقة            | الحدث              | التاريخ         | الجولة | الوقت         | المكان                                 | الملاحظات      |
| ------- | ----- | ---------------------------------- | ------------------ | ------------------ | --------------- | ------ | ------------- | -------------------------------------- | -------------- |
| خسارة   | 9–6   | ساره كولينز                        | القرار (التقسيم)   | بيلاتور299         | سبتمبر 23, 2023 | 3      | 5:00          | دبلن، ايرلندا                          |                |
| فوز     | 9–5   | جاناي هاردينج                      | القرار (بالإجماع)  | بيلاتور291         | فبراير 25, 2023 | 3      | 5:00          | دبلن، ايرلندا                          |                |
| فوز     | 8–5   | ليا ماكورت                         | القرار (بالإجماع)  | بيلاتور275         | فبراير 25, 2022 | 3      | 5:00          | دبلن، ايرلندا                          |                |
| خسارة   | 7–5   | كريس سايبورغ                       | ضربة قاضية         | بيلاتور271         | نوفمبر 12, 2021 | 1      | 1:32          | هوليوود (فلوريدا)، الولايات المتحدة    |                |
| فوز     | 7–4   | كاثرينا لينر                       | القرار (بالإجماع)  | بيلاتور 3          | أكتوبر 3, 2020  | 3      | 5:00          | ميلان، إيطاليا                         |                |
| فوز     | 6–4   | أولجا روبين                        | ضربة قاضية         | بيلاتور234         | نوفمبر 15, 2019 | 2      | 4:37          | تل أبيب، إسرائيل                       |                |
| خسارة   | 5–4   | ليزلي سميث (فنانة الدفاع عن النفس) | القرار (بالإجماع)  | بيلاتور224         | يوليو 12, 2019  | 3      | 5:00          | ثاكرفيل، أوكلاهوما، الولايات المتحدة   |                |
| خسارة   | 5–3   | جاناي هاردينج                      | ضربة قاضية         | بيلاتور207         | أكتوبر 12, 2018 | 1      | 5:00          | أونكاسفيل (كونيتيكت)، الولايات المتحدة |                |
| فوز     | 5–2   | ماريا كازانوفا                     | ضربة قاضية         | بيلاتور187         | نوفمبر 10, 2017 | 1      | 0:34          | دبلن، ايرلندا                          | وزن (140 رطلاً) |
| خسارة   | 4–2   | ارلين بلينكو                       | القرار (التقسيم)   | بيلاتور182         | أغسطس 25, 2017  | 3      | 5:00          | فيرونا (نيويورك)، الولايات المتحدة     | وزن الريشة     |
| خسارة   | 4–1   | أيوني رزافياريسون                  | القرار (بالإجماع)  | بيلاتور173         | فبراير 24, 2017 | 3      | 5:00          | بلفاست ايرلندا                         | وزن (140 رطلاً) |
| فوز     | 4–0   | إلينا كاليونيدو                    | القرار (بالإجماع)  | بيلاتور169         | ديسمبر 16, 2016 | 3      | 5:00          | دبلن، ايرلندا                          |                |
| فوز     | 3–0   | كاتارزينا سادورا                   | ضربة قاضية         | يوتغ               | سبتمبر 10, 2016 | 1      | 2:46          | دبلن، ايرلندا                          |                |
| فوز     | 2–0   | زارا فيرن                          | القرار (التقسيم)   | ايرلندا ضد انجلترا | فبراير 26, 2016 | 3      | 5:00          | دبلن، ايرلندا                          | وزن الريشة     |
| فوز     | 1–0   | خديجة أوزيورت                      | دوكيسنوي ضد لوغنان | سبتمبر 19, 2015    | 1               | 0:17   | دبلن، ايرلندا |                                        |                |